# Supercúmul estel·lar

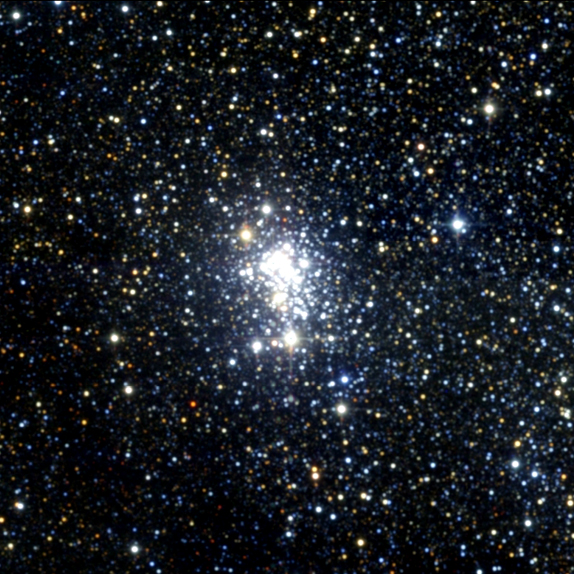
Supercúmul estel·lar Westerlund 1 en llum infraroja. Imatge obtinguda amb el 2 Micron All-Sky Survey (2MASS)

Un supercúmul estel·lar (abreujat SSC, de l'anglès super star cluster) és una regió de formació estel·lar de gran grandària, que hom pensa que és el precursor d'un cúmul globular. Habitualment conté un gran nombre d'estels joves massius que ionitzen la regió H II que l'envolta, similar a les anomenades "Regions ultradenses d'H II (UDHIIs)" de la Via Làctia. La regió H II al voltant del supercúmul estel·lar s'hi troba embolcallada de pols. En molts casos tant els estels com les regions H II són òpticament invisibles a causa dels alts nivells d'extinció. Per tant, els supercúmuls estel·lars més joves són observats millor en radiofreqüències i infrarojos.
Són característiques úniques dels supercúmuls estel·lars la seva gran densitat d'electrons {\displaystyle n_{e}=10^{3}}– {\displaystyle 10^{6}} cm{\displaystyle ^{-3}} així com la seva pressió {\displaystyle P/}{\displaystyle k_{b}}.{\displaystyle =10^{7}}– {\displaystyle 10^{10}}K cm{\displaystyle ^{-3}}
Encara que existeixen molts exemples de supercúmuls estel·lars en altres galàxies, Westerlund 1 sembla l'únic cúmul d'aquest tipus en la nostra galàxia.
Hom creu que aquests objectes, assumint que tinguen suficients estels de baixa massa i/o que no siguen destruïts per interaccions gravitatòries, acabaran per convertir-se en cúmuls globulars dins d'alguns milers de milions d'anys.